# Nievelitz
Nievelitz, eine wendische Siedlung, ist ein Ortsteil der Gemeinde Stoetze im niedersächsischen Landkreis Uelzen. Der Name des Ortes, der früher Nivelitze geschrieben wurde, wird als „Dorf in der Niederung“ gedeutet. 
Der Ort, für den die zahlreichen alten Eichen typisch sind, liegt südöstlich des Kernortes Stoetze. Unweit nordwestlich verläuft die B 191.
Die Siedlung bestand über die Jahrhunderte aus zwei Halbhöfen und einem Viertelhof.
Gut zwei Kilometer östlich von Nievelitz befindet sich an der Grenze der Gemarkungen von Nievelitz, Schmölau und Hof Rohrstorf ein geschütztes Naturdenkmal, die Brautsteine von Schmölau. Es sind ein liegender und ein stehender Granitblock.